# Шервуд-Шорс (Техас)
Шервуд-Шорс (англ. Sherwood Shores) — переписна місцевість (CDP) в США, в окрузі Грейсон штату Техас. Населення — 1165 осіб (2020).

## Географія
Шервуд-Шорс розташований за координатами 33°50′52″ пн. ш. 96°48′53″ зх. д. / 33.84778° пн. ш. 96.81472° зх. д. (33.847688, -96.814857).  За даними Бюро перепису населення США в 2010 році переписна місцевість мала площу 10,47 км², з яких 7,38 км² — суходіл та 3,09 км² — водойми.

## Демографія
Згідно з переписом 2010 року, у переписній місцевості мешкало 1190 осіб у 568 домогосподарствах у складі 354 родин. Густота населення становила 114 осіб/км².  Було 985 помешкань (94/км²).
Расовий склад населення:
| - 92,9 % — білих - 2,5 % — корінних американців - 0,8 % — чорних або афроамериканців - 1,6 % — осіб інших рас |

До двох чи більше рас належало 2,3 %. Частка іспаномовних становила 3,3 % від усіх жителів.
За віковим діапазоном населення розподілялося таким чином: 12,8 % — особи молодші 18 років, 57,3 % — особи у віці 18—64 років, 29,9 % — особи у віці 65 років та старші. Медіана віку мешканця становила 54,5 року. На 100 осіб жіночої статі у переписній місцевості припадало 104,5 чоловіків;  на 100 жінок у віці від 18 років та старших — 103,9 чоловіків також старших 18 років.
Середній дохід на одне домашнє господарство  становив 47 632 долари США (медіана — 31 364), а середній дохід на одну сім'ю — 59 234 долари (медіана — 43 281). За межею бідності перебувало 8,9 % осіб, у тому числі 0,0 % дітей у віці до 18 років та 0,0 % осіб у віці 65 років та старших.
Цивільне працевлаштоване населення становило 401 особа. Основні галузі зайнятості: виробництво — 14,0 %, мистецтво, розваги та відпочинок — 13,2 %, науковці, спеціалісти, менеджери — 13,0 %.